# José Carlos Martínez (bailarín)
José Carlos Martínez (Cartagena, España, 25 de abril de 1969) es un bailarín y coreógrafo español. En 1997, la Ópera de París le nombró su bailarín estrella, el mayor logro de un artista en la institución francesa. Tras dejar los escenarios en 2011, asumió el reto de dirigir la Compañía Nacional de Danza hasta agosto de 2019. Ese mismo año recibió el Premio Nacional de Danza. 
Tras una etapa como artista freelance, vuelve a Francia en 2022 para asumir la dirección del Ballet de la Ópera de París. Sucede así a la bailarina Aurélie Dupont, que dimitió el 31 de julio de 2022.
José Carlos es el único bailarín español en ser la principal figura de la ópera parisina, el primero también en coreografiar el Concierto de Año Nuevo de la Wiener Philharmoniker y el único hasta agosto de 2023 en tener los tres galardones más prestigiosos de la danza: el Benois de la Danse, la medalla de oro de Varna y el premio de Lausana.

## Biografía

### Infancia y formación académica
José Carlos Martínez descubrió la danza por casualidad a los nueve años cuando un día fue acompañar a su hermana a la escuela de ballet. Captó tanto su atención que a los dos meses de haberse incorporado en las clases de ballet hizo su debut como John Travolta en el espectáculo Grease de la escuela de danza. Sin saber a lo que se enfrentaba ni lo que conllevaba ser bailarín profesional, José empezó a tomar su entrenamiento muy en serio, y fue Pilar Molina su primera maestra de ballet y la que le enseñó tanto los primeros conocimientos del ballet como la disciplina y la técnica.
En un principio sus padres pensaban que José solo buscaba divertirse y que no duraría mucho tiempo en las clases; cuando vieron que la cosa iba en serio, no estuvieron del todo de acuerdo, ya que este padece de una enfermedad cardíaca congénita y, por lo tanto, no podía hacer muchos esfuerzos físicos. Sin embargo, fue progresando relativamente, lo que lo llevó a salir de su zona de confort para hacer su camino y buscar nuevas oportunidades.
Realizó varios cursos de verano tanto en Barcelona como en Madrid, además estuvo un tiempo tomando clases con la Compañía Nacional de la época, que entonces dirigía Victor Ullate. A medida que fue pasando el tiempo, José se dio cuenta de que la danza en España se encontraba en una etapa muy convulsa, decidió irse fuera con tan solo catorce años a realizar audiciones para diferentes escuelas, hasta que fue seleccionado por la Escuela Superior de Danza de Rosella Hightower en Cannes, en 1984, donde recibió mayormente su educación como bailarín profesional.  

### Trayectoria
En 1987 concursa para entrar en el Ballet de la Ópera de París, y es aceptado bajo el cargo de Rudolf Nureyev, convirtiéndose un año más tarde, en bailarín del Cuerpo de baile. En 1992 pasó a ser primer bailarín, y es en 1997 cuando fue nombrado bailarín estrella del Ballet de la Ópera de París.
Ha interpretado los grandes ballets del repertorio clásico como El lago de los cisnes, Giselle, Don Quijote, La bayadera, La Bella durmiente, Raymonda, Paquita, El cascanueces, La sílfide, Romeo y Julieta, entre otros. Dentro de lo neoclásico ha interpretado ballets de Frederick Ashton, George Balanchine, Kenneth MacMillan, Yuri Grigoróvich, Anthony Tudor, Serge Lifar, Harald Lander, John Cranko, entre otros. Por otro lado, siempre se ha identificado con dos coreógrafos como Mats Ek y Pina Bausch, ya que se consideraba un bailarín con estilo puramente clásico hasta que empezó a trabajar con ellos y otros grandes coreógrafos de danza contemporánea del siglo XX y XXI.  
Ha actuado como artista invitado en las más importantes compañías de danza del mundo como el Teatro Bolshói de Moscú, el English National Ballet, el Ballet de la Scala de Milán, la Ópera de Roma, el Staatsoper de Berlín, la Ópera de Niza, el Tokio Ballet, el Ballet de Burdeos, el Ballet Nacional de Cuba y el Teatro Mariinski de San Petersburgo, entre otros, y ha dado la vuelta al mundo bailando en las Galas de Estrellas.
A partir de 2008, luego que termina su carrera como bailarín, comienza su labor como coreógrafo y pone en marcha una serie de espectáculos con su proyecto artístico José Martínez en Compañía con la idea de hacer volver a España a los numerosos solistas del país que desarrollaban su carrera en el extranjero. En dichas galas participaron bailarines de la talla de Tamara Rojo, Ángel Corella, Lucía Lacarra, Alicia Amatrian o Iván Gil-Ortega, que bailan en encuentros y festivales nacionales e internacionales.
Como coreógrafo ha creado: Mi Favorita (2002), Delibes-Suite (2003), Scaramouche (para los alumnos de la escuela de la Ópera de París), Paréntesis 1 (2005), Soli-Ter, El Olor de la Ausencia (2007), Les Enfants du Paradis para el Ballet de la Ópera de París (2008), Ouverture en Deux mouvements y Scarlatti pas de deux (2009), Marco Polo, The Last Mission para el Ballet de Shanghái (2010) y Resonance para el Boston Ballet (2014). En 2012 crea Sonatas para la Compañía Nacional de Danza, CND, y desde entonces monta para la CND sus versiones de Raymonda Divertimento y La favorita. En 2015 monta su versión de Don Quijote que estrena en diciembre en el Teatro de la Zarzuela con un gran éxito de crítica y público. En 2018 estrena su versión del «paso a dos» del II acto de El cascanueces. 
El 17 de diciembre de 2010 el Ministerio de Cultura anunció el nombramiento de José Carlos Martínez como nuevo director de la Compañía Nacional de Danza, tras superar un concurso público para la dirección artística de la compañía, con la búsqueda de fusionar la danza clásica con la danza contemporánea. Junto a él en la convocatoria de los aspirantes se encontraban, Tamara Rojo y Ana Laguna; toma posesión de su cargo el 1 de septiembre de 2011, en sustitución de Hervé Palito, que fue provisionalmente director durante un año tras dimitir Nacho Duato a mediados de 2010 tras veinte años en el cargo.

## Dirección de la Compañía Nacional de Danza

### Propuesta y legado
La Compañía Nacional de Danza (CND), dirigida por José Carlos Martínez desde septiembre de 2011 hasta agosto de 2019, es una compañía nacional híbrida de calidad. Entre sus logros, están:
- A partir de su mandato, de acuerdo con el INAEM, se crea una ley para llevar a cabo un concurso público cada cinco años, con una prórroga tres años adicionales, para escoger un nuevo director.
- Adaptación a la idea global europea de una compañía del siglo XXI con sello nacional, que busca abrir su repertorio, nuevos estilos y llegar a todo tipo de público.
- Misión social y pedagógica acercando la danza de manera fácil a todas las clases y entidades sociales.

Hubo una fusión entre la línea clásica y contemporánea; de hecho en su propuesta se incluía la danza clásica dentro del repertorio de la compañía, teniendo en cuenta la transición de una línea más contemporánea que llevaba esta hasta el momento, aunque ciertamente el presupuesto se duplicaba por el hecho de introducir grandes clásicos. Sin embargo, conforma el repertorio más amplio y estable que ha tenido la compañía desde sus inicios, con piezas de Goyo Montero, Anabel López Ochoa, José Carlos Martínez, Marius Petipa, George Balanchine, Jerome Robbins, William Forsythe, Mats Ek y Jirí Kylián así como Wayne McGregor, Paul Ligtfoot y Sol León, Jorma Elo, Anjelin Preljocaj, Stephan Thoss e Johan Inger.
Una de las labores más fundamentales de su proyecto como director fue la parte pedagógica de la danza para la sociedad española, con el fin de transmitir, enseñar y crear valor hacia esta arte. Dentro de ellas podemos ver:
- Nuevos programas para incluir la danza en otras especialidades pedagógicas para todas la edades, también en los institutos y colegios privados, con el fin de ir introduciendo a los niños desde temprana edad el hábito y cultura de la danza.[4]

- Nuevo programa que abre las puertas a los bailarines de los conservatorios, lo cual les permite interactuar con la compañía, ya sea viendo o tomando clases directamente con la compañía.

- Abre convocatorias para impulsar la creación coreográfica de jóvenes artistas, de manera que esta iniciativa permita la creación de nuevos proyectos coreográficos junto con la directa colaboración con la CND, que pone a su disposición recursos que faciliten su desarrollo pedagógico.

- Incorporación de nuevos bailarines con un perfil más clásico y versátil, con el fin de introducir nuevas propuestas vanguardistas en todos los campos para crear interés y acierto en el público, además, comenta la implementación de las zapatillas de puntas en las bailarinas, no para que sea una desventaja, sino para que sea un elemento de trabajo que favorezca nuevas líneas a la hora de coreografiar.

- Se abre la propuesta de utilizar y realizar nuevos proyectos para el público dentro de los espacios del Matadero Madrid, lo cual no lo habían podido conseguir con las direcciones anteriores.

Acomodó su mentalidad y su proyecto a la situación que vivía España en el momento; sin embargo, comenta en una entrevista para el periódico La Opinión de Murcia la dificultad que todavía existe hoy en día de la falta de contar con una sede propia donde se les abra las puertas para poder evolucionar y tener un público estable. Por otro lado, buscóromper con el conflicto entre la danza clásica y contemporánea, ya que la falta de público de la danza clásica se debe a que no se ha conservado la tradición hacia el ballet en España, problemática que viene desde tiempo atrás, y por tal razón no se ha podido avanzar en ese ámbito. 
En síntesis, promover y sensibilizar a la comunidad educativa a través de la danza es el principal objetivo de la compañía. Dar a conocer este arte, que el público joven lo entiendiesey lo integrase en su ocio y su cultura fue una de las metas fundamentales de su proyecto directivo.

## Premios
- 1987 Prix de Lausanne
- 1992 Medalla de Oro del Concurso Intemacional de Varna
- 1991 Prix de l'AROP (Premio del Público)
- 1992 Prix Carpeaux (Joven promesa del año)
- 1988 Premio de la Crítica Italiana (Danza & Danza)
- 1988 Premio Léonide Massine-Positano (Italia) por el Sombrero de Tres Picos
- 1999 Premio Nacional de Danza de España
- 2000 Medalla de Oro de la ciudad de Cartagena
- 2005 Premio Elegance et Talent France/Chine
- 2005 Premio de las Artes Escénicas al mejor bailarín (Valencia)
- 2009 Premio Benois de la Danse por Les Enfants du Paradis
- 2011 Premio Danza Valencia
- 2012 Amigo de Honor de la Casa de la Danza (Logroño)
- El Ministerio de Cultura francés lo nombra "Commandeur" del Orden de las Artes y Letras.
- La revista japonesa Shinshokan Dance Magazine lo reconoce como uno de los mejores bailarines del mundo.

## Filmografía
- 2003 Paquita, Ballet de la Ópera de París
- 2005 El lago de los cisnes, Ballet de la Ópera de París
- 2005 Appartement, Ballet de la Ópera de París
- 2006 Sylvia, Ballet de la Ópera de París
- La Dame aux Camélias, Ballet de la Ópera de París
- La Petite danseuse de Degas, Ballet de la Ópera de París
- Coppélia, Ballet de la Ópera de París
- La Cenicienta, Ballet de la Ópera de París
- Tout près des étoiles, Ballet de la Ópera de París
- La Danse, Ballet de la Ópera de París